# Секст Ноний Квинтилиан (консул 38 г.)
Вижте пояснителната страница за други личности с името Секст Ноний Квинтилиан.
Секст Ноний Квинтилиан (на латински: Sextus Nonius Quintilianus) е политик и сенатор на ранната Римска империя.

## Биография
Той е син на Секст Ноний Квинтилиан (консул 8 г.) и Сосия, дъщеря на Гай Сосий (консул 32 пр.н.е.).
През 38 г. Секст Ноний Квинтилиан е суфектконсул заедно със Сервий Азиний Целер по времето на император Калигула.
Вероятно е баща на Луций Ноний Квинтилиан.